# Guillaume Peltier
Guillaume Peltier (ur. 27 sierpnia 1976 w Paryżu) – francuski polityk i samorządowiec, deputowany do Zgromadzenia Narodowego, poseł do Parlamentu Europejskiego X kadencji.

## Życiorys
W 1998 ukończył historię na Université Panthéon-Sorbonne, w 1999 uzyskał certyfikat nauczyciela szkoły średniej (CAPES). Pracował jako nauczyciel historii i geografii w szkołach w Joinville i Épernay. W 2008 zajął się prowadzeniem własnej działalności gospodarczej w ramach firmy świadczącej usługi z zakresu komunikacji. Został też prowadzącym kursy z komunikacji i doradztwa politycznego na Université d’Orléans.
Działalność polityczną rozpoczynał w młodzieżowce skrajnie prawicowego Frontu Narodowego, należał do niej w latach 1996–1998. W 1996 współtworzył młodzieżową organizację chrześcijańską Jeunesse Action Chrétienté. Po rozłamie w FN dołączył do Narodowego Ruchu Republikańskiego, który założył Bruno Mégret. Od 2000 był związany z Ruchem dla Francji Philippe'a de Villiersa, od 2001 odpowiadał za organizację struktur młodzieżowych partii. W 2003 objął stanowisko sekretarza generalnego ugrupowania. Ustąpił z tej funkcji w 2008, wstąpił następnie do Unii na rzecz Ruchu Ludowego (którą w 2015 przekształcono w Republikanów). Obejmował w tej formacji funkcje rzecznika prasowego oraz wiceprzewodniczącego.
W latach 2014–2017 zajmował stanowisko mera Neung-sur-Beuvron. Od 2015 do 2021 zasiadał w radzie Regionu Centralnego-Doliny Loary. W latach 2017–2022 sprawował mandat deputowanego do Zgromadzenia Narodowego. W 2021 został radnym departamentu Loir-et-Cher. W styczniu 2022 wykluczono go z Republikanów po tym, jak przed wyborami prezydenckimi poparł kandydaturę Érica Zemmoura. Został następnie wiceprzewodniczącym założonej przez tegoż partii Reconquête. W czerwcu 2024 z jej ramienia uzyskał mandat eurodeputowanego X kadencji. W tym samym miesiącu poparł współpracę ze Zjednoczeniem Narodowym w rozpisanych przez prezydenta wyborach parlamentarnych, za co został przez Érica Zemmoura wykluczony z partii.